# École nationale polytechnique (Alger)
Pour les articles homonymes, voir ENP et École polytechnique.
L’École nationale polytechnique (en arabe : المدرسة الوطنية المتعددة التقنيات), ou plus simplement ENP, est une école nationale supérieure en Algérie. Elle est parfois appelée de façon erronée École nationale polytechnique d'Alger.
Elle est classée par le U.S. News & World Report au 73e rang du classement régional 2016 des universités arabes.

## Histoire

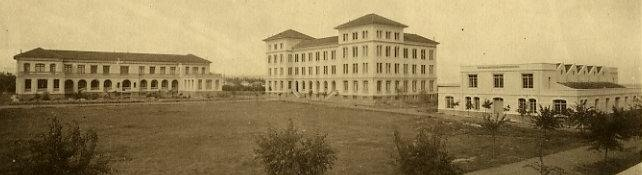
L'école polytechnique en 1930.

L'école fut créée en 1925 sous le nom d’Institut industriel d'Algérie, cet établissement avait pour but de former des techniciens supérieurs destinés aux grands services publics et aux entreprises industrielles et de travaux publics.
Après la Seconde Guerre mondiale une formation de techniciens de l'aéronautique en Afrique du Nord a été créée et est devenue l'ENPA, École nationale professionnelle de l'air par le général Martin dont des anciens continuent d'entretenir un site historique et de mémoire. Après 1946, l'école est rouverte sous le nom École nationale d'ingénieurs d’Algérie.
En 1962, l'ENP a accueilli les premières réunions du gouvernement provisoire d'Algérie.
Après l'indépendance de l'Algérie, elle a été transformée en École nationale polytechnique par l'arrêté ministériel du 25 juin 1963.

## Admission

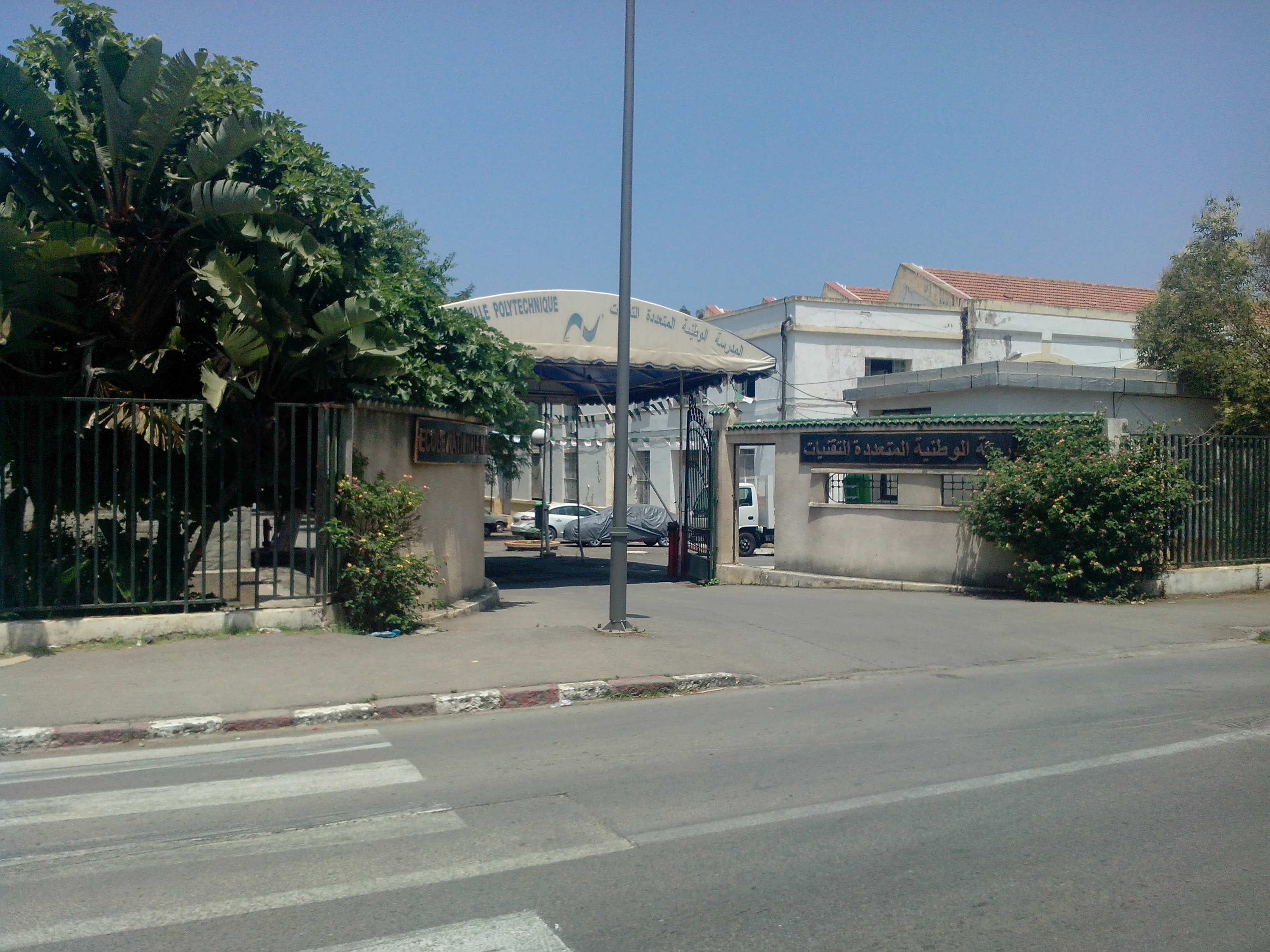
Entrée de l'École nationale polytechnique à El-Harrach.

L'école nationale polytechnique propose une classe préparatoire en sciences et technologie (CPST-ENP), accessible directement après le bac, une moyenne supérieure à 16.00 est requise pour les branches Mathématiques & science expérimentale et de 17.00 pour la branche technique Mathématiques,.
L'admission au cycle d'ingénieur de l'ENP se fait par l'intermédiaire d'un concours sélectif appelé Concours National Commun d'admission aux grandes écoles d'ingénieurs, parmi les élèves des classes préparatoire en sciences & technologies.

### Moyenne d'admission filière mathématiques
| Année | Moyenne | Année | Moyenne |
| ----- | ------- | ----- | ------- |
| 2015  | 15.21   | 2021  | 17.63   |
| 2016  | 15.08   | 2022  | 17.17   |
| 2017  | 15.48   | 2023  | 16.97   |
| 2018  | 16.31   | 2024  | 17.58   |
| 2019  | 16.27   | 2025  | 17.73   |
| 2020  | 16.24   |       |         |

## Diplôme et formation
Après trois années d’études à l'ENP complétant les deux années de formation au sein des CPST, les diplômés obtiendront le titre d'ingénieur des grandes écoles (Ingénieur d'État).
À la suite de leurs études, les étudiants auront des perspectives de carrière intéressantes ; ils intègrent majoritairement les grandes entreprises internationales :
- bac + 5 : diplôme d’ingénieur d'État + master 2 ;
- bac + 8 : étude de post-graduation doctorat des grandes écoles.

Un pourcentage significatif des étudiants s'engage dans la recherche à travers des études post-graduées.

### Les formations d'ingénieurs
Les formations d'ingénieurs proposées par l'École nationale polytechnique ont pour objectif de préparer des ingénieurs et des cadres capables de mener à bien une mission en entreprise, en maîtrisant les dimensions techniques, humaines et managériales.
Treize spécialités de formation sont dispensées :
- Génie hydraulique.
- Génie civil.
- Génie chimique.
- Génie de l'environnement .
- Génie des matériaux.
- Génie mécanique.
- Génie minier.
- Management industriel.
- Qualité Hygiène Sécurité Environnement - Gestion des Risques industriels.
- Automatique.
- Data science et intelligence artificielle.
- Électronique.
- Électrotechnique.

### Recherche
Les formations d'ingénieurs s'appuient sur des pôles de recherche performants et sur des équipes pédagogiques confirmées. Des possibilités sont offertes pour prolonger la formation par un master spécialisé et un doctorat.
L'ENP compte comme laboratoires de recherche :
- le laboratoire des dispositifs de communication et de conversion photovoltaïque ;
- le laboratoire des biotechnologies environnementales et de génie des procédés (BIOGEP) ;
- le laboratoire sciences et génie des matériaux ;
- le laboratoire génie mécanique et développement ;
- le laboratoire de génie sismique et dynamique des structures ;
- le laboratoire de signal et communications ;
- le laboratoire de commande des processus ;
- le laboratoire de recherche en électrotechnique ;
- le laboratoire de recherches en sciences de l'eau.

## Vie étudiante et associative
L'École favorise la vie associative grâce aux nombreux clubs présents sur le campus.

## Personnalités liées
- Abdelaziz Ouabdesselam, fondateur de l'école.
- Mohand Aoudjehane, ancien professeur et directeur de l'école[12].
- Mohand Ait-ali, ancien directeur de l'école et professeur émérite
- Pr Chems Eddine Chitour, professeur de thermodynamique et ancien directeur de l'école[13].
- Khaled Mounir Berrah, ancien directeur de l'école.
- Mohamed Oujaout, professeur de mathématiques de l'école, et ministre de l'éducation nationale[14].
- Azzedine Oussedik, directeur général de l'Agence spatiale algérienne[15].
- Saïd Mekbel, journaliste et chroniqueur il fut un ancien professeur au sein de l'école.
- Youcef Yousfi, ministre de l'Énergie et des Mines et ancien professeur au sein de l'école.
- Hadji Baba Ammi, ministre délégué du Budget et de la Prospective et ancien président du conseil d'administration de la Banque algérienne du commerce extérieur[16].
- Noureddine Moussa, Ministre de l'habitat et de l'urbanisme.
- Boualem Sansal, écrivain et essayiste.
- Salah Belaadi, ancien DG de l'Agence Nationale de Développement de la Recherche Universitaire
- Rachid Deriche (en), chercheur en informatique.
- Karim Oumnia, PDG Glagla Shoes.
- Saïd Bouteflika, frère et conseiller du président Bouteflika[17],[18]
- Noureddine Cherouati, ancien PDG de Sonatrach[19].
- Mohamed Meziane, ancien PDG de Sonatrach.
- Amine Mazouzi, ancien PDG de Sonatrach[20].
- Abdelmoumen Ould Kaddour, ancien PDG de Sonatrach.
- Mustapha Achaïbou, ancien PDG de l'opérateur téléphonique Mobilis.
- Zidane Merah, directeur général de l’établissement public l’Algérienne des eaux (ADE)[21].
- Boumahrat Mohamed-Nouredine. Ancien ministre de la formation professionnelle et de l'emploi, ancien professeur de l'école (1963-1991), Ancien Directeur Général (INGM) Boumerdes.
- Noureddine Tayebi, fondateur de Yassir.

- Abderrahmane Hadj-Nacer, ancien gouverneur de la banque d'Algérie.
- Malika Sorel, ancien membre du Haut Conseil à l'Intégration à Paris de 2009 à 2012
- Dr Brahim Bouzouia, ex Directeur du Centre de Développement des Technologies Avancées CDTA.